# Adelpha viola
Espèce
Adelpha viola   est une espèce de papillons de la famille des Nymphalidae, sous famille des Limenitidinae, tribu des Limenitidini du genre des Adelpha.

## Dénomination
- Espèce décrite par l'entomologiste allemand Hans Fruhstorfer en 1913.
- La localité type est l'état de São Paulo au Brésil.

## Taxinomie
Liste des sous-espèces :
- Adelpha viola viola (Fruhstorfer, 1913)

Synonymie pour cette sous-espèce
Adelpha cocala riola (Fruhstorfer, 1915)
- Adelpha viola pseudococala (Hall, 1933) [2]

Synonymie pour cette sous-espèce
Adelpha pseudococala (Hall, 1933) 

## Description
Adelpha viola est un papillon à bord externe des ailes antérieures légèrement concave à face dorsale marron barrée, aux ailes antérieures, d'une large bande orange postdiscale et discale et aux ailes postérieures d'une bande blanche dans l'aire discale.
Le revers est marbré en damier de cuivré et de beige nacré avec les mêmes bandes que sur le dessus mais qui sont blanches aux antérieures comme aux postérieures.

## Écologie et distribution
Adelpha viola viola est endémique de l'état de São Paulo au Brésil
Adelpha viola pseudococala se rencontre au Brésil dans l'état de Pará, en Guyana, en Guyane et au Pérou.

### Protection
Pas de statut de protection particulier.